# Gerard Spaink
Gerard Spaink (Amsterdam, 13 oktober 1928 – Haarlem, 23 juni 2005) was een Nederlandse malacoloog die zich voornamelijk met fossiele mollusken uit het Cenozoïcum van het Noordzeebekken heeft beziggehouden.

## Biografie
Gerard Spaink was het derde kind in een gezin van 11 kinderen en bracht zijn jeugd door in Amsterdam Noord. Hij had al vroeg belangstelling voor de natuur en legde zoals veel jongens dat doen een verzameling aan van zaken die hij tegenkwam en mooi of interessant vond. Zijn hele collectie werd tijdens de Tweede Wereldoorlog door een dicht bij het huis neerkomende verdwaalde bom, 'het huis uitgeblazen'. Na deze gebeurtenis besloot hij zich op mollusken te gaan toeleggen. Al tijdens de oorlog en in de late veertiger en begin vijftiger jaren was hij actief lid van de Nederlandse Jeugdbond voor Natuurstudie (NJN). Mollusken, zowel uit het zoete water als van het strand hadden zijn grootste belangstelling. Hij hield zich vooral met hydrobiologie en met het 'strandwerk' bezig en was actief in de beide werkgroepen die daarvoor binnen de NJN bestonden. Een van zijn eerste publicaties was een NJN tabel: 'Zoetwatermollusken'. Van 1956 tot 1964 beheerde Spaink het Centraal (waarnemingen) Systeem ('C.S.') van de strandwerkgroep van de NJN en de KNNV.
Spaink heeft alleen de lagere school doorlopen en was in zijn latere activiteiten volledig autodidact.
Eind 1954 trad hij als 'assistent' in dienst bij de Rijks Geologische Dienst (RGD) waar hij, aanvankelijk onder supervisie van Simon van der Heide, al spoedig de afdeling 'Macropalaeontologie' leidde. Deze afdeling hield zich voornamelijk met het molluskenonderzoek bezig. Dit werk heeft hij gedaan tot zijn om gezondheidsredenen vroegtijdige pensionering in 1987. Bij de RGD heeft hij enkele honderden boringen in de ondergrond van Nederland en de Noordzee op mollusken onderzocht en biostratigrafisch geïnterpreteerd.
In 1975 stelde hij een nieuwe biozonering voor mariene plio- en pleistocene molluskenfauna's uit de Nederlandse ondergrond voor. Om de molluskenbiostratigrafie van het Noordzeebekken beter te kunnen begrijpen heeft hij samen met de Schot Peter Norton en de Rus Yuri Gladenkov de molluskenfauna's van de Tjörnes afzettingen op IJsland onderzocht. Dit leverde nieuwe inzichten op in het voorkomen van Pacifische immigranten in het Noordzeebekken op.
Van 1954 tot 1974 gaf Spaink leiding aan de (zelfstandige) Amsterdamse Malacologische Werkgroep. Deze werkgroep werd mede door Spaink op 6 april 1954 opgericht en kwam maandelijks bij een van de Amsterdamse leden bijeen. Binnen de groep leidde hij het onderzoek van amateurs naar de molluskenfauna's uit het Eemien van opgespoten terreinen bij Amsterdam en uit Miocene afzettingen uit oude diepe boringen van de R.O.D. en de geologische dienst in het Peelgebied.
Spaink was een enthousiast voorstander van popularisering en hield daarom ook lezingen over schelpen, en leidde excursies, voor mensen die weinig of niets van het onderwerp afwisten. Hij was zowel onder werktijd als daarbuiten altijd beschikbaar voor vragen over schelpen van amateurs waaronder vaak jongeren. Een aantal jongeren die hij op deze wijze begeleidde, is gaan behoren tot Nederlands belangrijkste malacologen.
Naast zijn malacologische werkzaamheden was Spaink imker. Hij was jarenlang actief in de Haarlemse afdeling van de NVSH. Op levensbeschouwelijk gebied was hij lid van De Christengemeenschap.
Spaink was sociaal bewogen en heeft verschillende malen ervoor gezorgd dat mensen uit de sociale werkplaatsen voor kortere of langere tijd een plek op 'zijn' afdeling kregen. Door de handicap van zijn tweede vrouw heeft hij zich in zijn latere leven ingezet voor de belangen van doven en slechthorenden.
Gerard Spaink is twee keer gehuwd geweest en kreeg uit zijn eerste huwelijk drie kinderen. Hij overleed na een driejarig ziekbed op 23 juni 2005. Karin Spaink is de dochter van zijn jongere broer, Arnold Spaink.

## Onderzoek
Het meeste onderzoek van Spaink is vastgelegd in interne rapporten van de voormalige Rijks Geologische Dienst. Het gaat om rapportage van stratigrafisch en palaeoecologisch onderzoek aan molluskenfauna's in vooral boringen. Daarvan is helaas bijna niets in vakbladen gepubliceerd.
Spaink introduceerde de volgende molluskensoorten als nieuw:
- 1958.a – Spisula hartingi n. sp.
- 1965.a – Divaricella juttingae n. sp.
- 1968.b – Astarte omalii peelensis n. ssp.
- 1968.b – Architectonica neerlandica n. sp.
- 1968.b – Chrysallida andersoni n. sp.
- 1972.a – Astarte alternicostata n. sp.
- 1972.a – Astarte irregularis n. sp.
- 1972.a – Astarte omalii latecostata nom. nov.
- 1972.a – Astarte mutabilis altenai n. ssp.
- 1972.b – Altenaeum nortoni n.gen, n. sp.
- 1974.d – Astarte neerlandica nom. nov.
- 1978   – Crassatella flandrica n. sp.
- 1978   – Martesia losserensis n. sp.
- 1980.a – Nassarius tjoernensis n. sp.

- Library of Congress Control Number: n80142537
- Virtual International Authority File: 72702221
- WorldCat: E39PBJx4jtXBvG9qxXQh9DfTHC